# Алту-Алегри (Риу-Гранди-ду-Сул)
Алту-Алегри (порт. Alto Alegre)  —  муниципалитет в Бразилии, входит в штат Риу-Гранди-ду-Сул. Составная часть мезорегиона Северо-запад штата Риу-Гранди-ду-Сул. Входит в экономико-статистический  микрорегион Крус-Алта. Население составляет 1940 человек на 2007 год. Занимает площадь 114,523 км². Плотность населения — 18,7 чел./км².

## История
Город основан 12 февраля 1987 года. 

## Статистика
- Валовой внутренний продукт на 2003 составляет 30.724.537,00 реалов (данные: Бразильский институт географии и статистики).
- Валовой внутренний продукт на душу населения на 2003 составляет 14.384,15 реалов (данные: Бразильский институт географии и статистики).
- Индекс развития человеческого потенциала на 2000 составляет 0,797 (данные: Программа развития ООН).

## География
Климат местности: субтропический гумидный.